# Copidognathus fernandezi
Copidognathus fernandezi is een mijtensoort uit de familie van de Halacaridae. De wetenschappelijke naam van de soort is voor het eerst geldig gepubliceerd in 1971 door Newell.